# Острандер (Міннесота)
Острандер (англ. Ostrander) — місто (англ. city) в США, в окрузі Філлмор штату Міннесота. Населення — 231 особа (2020).

## Географія
Острандер розташований за координатами 43°36′50″ пн. ш. 92°25′36″ зх. д. / 43.61389° пн. ш. 92.42667° зх. д. (43.613916, -92.426575).  За даними Бюро перепису населення США в 2010 році місто мало площу 1,25 км², уся площа — суходіл.

## Демографія
Згідно з переписом 2010 року, у місті мешкали 254 особи в 111 домогосподарстві у складі 59 родин. Густота населення становила 204 особи/км².  Було 117 помешкань (94/км²).
Расовий склад населення:
| - 98,0 % — білих |

До двох чи більше рас належало 2,0 %. Частка іспаномовних становила 0,8 % від усіх жителів.
За віковим діапазоном населення розподілялося таким чином: 20,9 % — особи молодші 18 років, 53,1 % — особи у віці 18—64 років, 26,0 % — особи у віці 65 років та старші. Медіана віку мешканця становила 46,8 року. На 100 осіб жіночої статі у місті припадало 95,4 чоловіків;  на 100 жінок у віці від 18 років та старших — 82,7 чоловіків також старших 18 років.
Середній дохід на одне домашнє господарство  становив 50 201 долар США (медіана — 38 750), а середній дохід на одну сім'ю — 69 862 долари (медіана — 67 500). За межею бідності перебувало 12,4 % осіб, у тому числі 0,0 % дітей у віці до 18 років та 6,8 % осіб у віці 65 років та старших.
Цивільне працевлаштоване населення становило 102 особи. Основні галузі зайнятості: освіта, охорона здоров'я та соціальна допомога — 19,6 %, будівництво — 12,7 %, транспорт — 11,8 %.